# Estadio Santiago del Pino
El estadio Santiago del Pino es el estadio de fútbol del CD. San Fernando, se empezó a jugar en el estadio en el año 1995, y era un estadio de tierra, con los focos por encima de tribuna. En el año 1998 fue cuando se inauguró el ESTADIO SANTIAGO DEL PINO, con césped artificial, con la torretas de luz, y acercando más el terreno de juego a la grada. Está situado en el Paseo de los pinos s/n.
Fue construido durante el mandato del presidente del C.D. San Fernando José García San Julián (más bien conocido como CHELE), la construcción costo 225.000.000 millones de pesetas, y duró un periodo de tiempo de 4 meses y medio.
Inaugurado el 24 de abril de 1998. El partido inaugural fue contra el Real Madrid con una alineación plagada de estrellas (Etoó, Amavisca, Anelka, Raul, Morientes, Karanka, Contreras, Fernando Sanz, entre otros. El C.D. San Fernando perdió en el partido inaugural 1 a 7 con gol de Guy.
El CD San Fernando, abandono su antiguo estadio Sánchez Lobarda, donde estuvo 24 años en el antiguo estadio, para estrenar un estadio con mayor capacidad de asientos 1650 y con pistas de atletismo y por primera vez con césped, en que no tenían nada de esto en su antiguo estadio.
El Santiago del Pino, es el estadio del Club Deportivo San Fernando, en el momento de su inauguración, en 1998,a pesar de barajar varios nombres de exjugadores del CD San Fernando, se hicieron un sorteo de varios exjugadores, salió el nombre de Santiago del Pino. A pesar de que varios dirigentes de la exjunta directiva del SANFER, se negaron a poner el nombre de Santiago del Pino. Pero el nombre es del el exjugador. A pesar de las diversas iniciativas que ha habido a lo largo de los años para cambiar el nombre oficial del estadio, bautizándolo con el nombre de algún histórico jugador o dirigente, los socios del CD SANFERNANDO, siempre han preferido mantener el nombre popular del estadio, y no personalizarlo. Pero en algún día llegaría ese cambio de nombre.

## Instalaciones
Del Estadio Santiago del Pino, está las oficinas de administración del club, y el estadio es propiedad Municipal, dispone de una pista atletismo,y con un gimnasio en el interior del estadio,y el bar oficial del CD San Fernando. Y el mismo club, pudiera poner en el estadio el museo del CD San Fernando, que aún está´por decidirse.

## Acceso
Metro línea 7 parada Jarama y andar unos 7 minutos. Al salir de la estación veréis una caseta de la cruz roja, ir toda la calle para abajo donde la plaza de abajo tenéis que girar a la izquierda y veréis el estadio a lo lejos.
Autobús 283 parada centro comercial caprabo,y toda la calle para abajo.

Estadio Santiago del Pino